# Jürgen Gjasula
Jürgen Gjasula (ur. 5 grudnia 1985 w Tiranie) – niemiecki piłkarz albańskiego pochodzenia występujący na pozycji pomocnika. Od 2015 jest zawodnikiem klubu SpVgg Greuther Fürth.
Jest wychowankiem Freiburgera FC. W 2002 roku został piłkarzem juniorskiej drużyny SC Freiburg. W sezonie 2003/2004 był członkiem kadry pierwszego zespołu, lecz nie zagrał w żadnym meczu ligowym. W 2004 roku przeszedł do 1. FC Kaiserslautern. W Bundeslidze zadebiutował 12 września 2004 roku w meczu z Hansą Rostock (3:2). W sezonie 2005/2006 przebywał na wypożyczeniu w szwajcarskim FC Sankt Gallen. Rok później "Espen" zdecydowali się
na transfer definitywny piłkarza. W latach 2008–2009 grał w FC Basel, a w 2009 roku przeszedł do FSV Frankfurt. Następnie grał w takich klubach jak: MSV Duisburg, Liteks Łowecz i VfR Aalen. W 2015 trafił do SpVgg Greuther Fürth.